# Ilya Starinov
Ilia Grigorievitch Starinov (en russe : Илья Григорьевич Старинов) (2 août 1900 – 18 novembre 2000) est un militaire soviétique, partisan-saboteur. Inventeur de différents types de mines, qui furent utilisés en Espagne et en URSS, instructeur de partisans, professeur de techniques spéciales dans différentes écoles de guerre de l'URSS, décoré de multiples médailles et ordres, il a combattu dans 4 conflits majeurs et a été surnommé « le grand-père des Spetsnaz (forces spéciales) ».

## Biographie
Né dans une humble famille de Voinovo (oblast d'Orel), très jeune il commence à travailler.

### Guerre civile russe
Incorporé en 1918 dans l'Armée rouge, Starinov sert dans le 20e régiment de la 3e division de fusiliers combattant les troupes de Kornilov. Fait prisonnier près de Koursk, il s'évade et rejoint les siens, puis est blessé au pied.
Guéri, il est placé dans la 27e compagnie de sapeurs du 9e bataillon d'ingénieurs. Il participe aux combats contre les troupes de Dénikine et Wrangel en Crimée, et atteint Kertch.
Au début des années 1920, Starinov étudie dans une école d'ingénieurs des chemins de fer militaires. Il apprend les techniques de dynamitage, puis se forme aux techniques de la guérilla. Il devient expert dans cette branche, donne des cours dans diverses écoles, à Tiraspol.
En 1933, Starinov fait partie des cadres du GRU, section Transport militaire. Il suit l'enseignement de Mikhail Svetchnikov à l'Académie militaire Mikhaïl Frounze. En mai 1935 il est sous-directeur de la station Leningrad-Moscou, est présenté aux personnages importants que sont Vorochilov, Boris Chapochnikov, Mikhaïl Toukhatchevski, Vassili Blücher, Vitaly Primakov.

### Guerre civile espagnole
Starinov combattit en Espagne de novembre 1936 à novembre 1937, sous les ordres de Ian Berzine et de ses lieutenants Rodion Malinovski, Kirill Meretskov et Manfred Stern (general Kleber), dans la région de Teruel, de Saragosse, et aux alentours de Madrid et de Barcelone.
Il devint conseiller (asesor) du « XIV Cuerpo de Ejército Guerrillero » fondé par Vicente Rojo : 2 000 hommes, patronnés par Dolores Ibárruri (La Pasionaria), commandés par Domingo Ungría et basés à Alcalá de Henares, près de Madrid.
Starinov apprend aux partisans à fabriquer, poser et faire sauter des mines, ainsi que les diverses techniques et tactiques de la « guerre de diversion ». Près de Valence (Espagne) et de Jaén, il organise des écoles où sont préparées de nombreuses opérations. Il est accompagné d'une traductrice, A.K. Obroutcheva (А.К. Обручева), qui deviendra sa femme. Rodolfo (le pseudonyme de Starinov en Espagne) est en un an à l'origine de 200 sabotages majeurs, entraînant au bas mot 2 000 morts chez l'ennemi.
On compte entre autres à son crédit (ainsi qu'à celui de ses camarades espagnols) plusieurs actions spectaculaires :
- une adduction d'eau et un pont détruits à Grenade, en pleine Andalousie nationaliste.
- un tunnel (qui resta bloqué 5 jours) près de Córdoba
- averti qu'un train doit transporter l'état-major de l'aviation de combat italienne, Starinov part en expédition nocturne près de Cordoue avec un collègue ; ils forcent des sentinelles nationalistes à les guider et disposent les charges de façon à entrainer un maximum de pertes chez l'ennemi. Le lendemain, la presse progressiste travaillant dans le camp républicain (dont Ernest Hemingway et son ami Mikhaïl Koltsov, l'envoyé spécial de la Pravda et de Staline) veut absolument rencontrer les saboteurs et interviewer Starinov. Hemingway en particulier lui demande des précisions — il rencontre Starinov plusieurs fois par la suite — sur les tours de main et la personnalité des dynamiteurs ; il utilisera plus tard ces précisions dans son roman For Whom The Bell Tolls (Pour qui sonne le glas, 1940)[4].
- en février 1937, Starinov et ses hommes font dérailler un train transportant un régiment de cavalerie marocaine. Les pertes sont très importantes, et Franco, furieux, instaure un système de patrouilles qui inspectent la voie avant le passage des convois importants. Mais Starinov installe ses bombes (avec mise à feu par contact de la roue du train) pendant les minutes séparant le passage de la patrouille de l'arrivée du train.
- près d'Alicante un pont sur une rivière (détail surréaliste, les explosifs étaient cachés dans une cuisinière posée sur la voie)
- un important dépôt de munitions des nationalistes, près de Madrid : son explosion entraîne de nombreuses pertes humaines ainsi qu'un gros effet psychologique négatif chez l'ennemi.

Par ailleurs Starinov et ses dynamiteurs gardent toujours une longueur d'avance sur les ingénieurs allemands et italiens en ce qui concerne la technique pyrotechnique et le mode de mise à feu de ses engins : ses bombes sont de plus en plus sophistiquées et leur mécanisme reste hermétique aux investigations de l'ennemi.

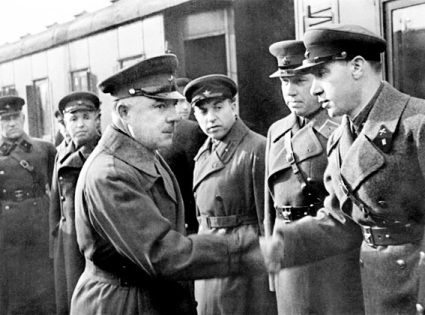
Kliment Voroshilov (à gauche) et Ilya Starinov.

En novembre 1937, Starinov est rappelé à Moscou. Il passe par l'ambassade d'Union soviétique à Paris, puis s'embarque à Brest, arrive à Leningrad où il est réceptionné par Semen Gendine, un des chefs du GRU. Le NKVD interroge Starinov et ce n'est qu'après l'intervention personnelle de Kliment Vorochilov que Nikolaï Iejov ordonne à ses sbires de laisser Starinov en paix.
En mars 1938, Starinov, promu au grade de colonel, est nommé à la direction d'un polygone d'essais secret de l'Armée rouge.

### Guerre russo-finlandaise
Starinov dirige un corps de forces spéciales sur l'isthme de Carélie. Il est blessé à la main droite par un sniper finlandais.

### Grande Guerre patriotique

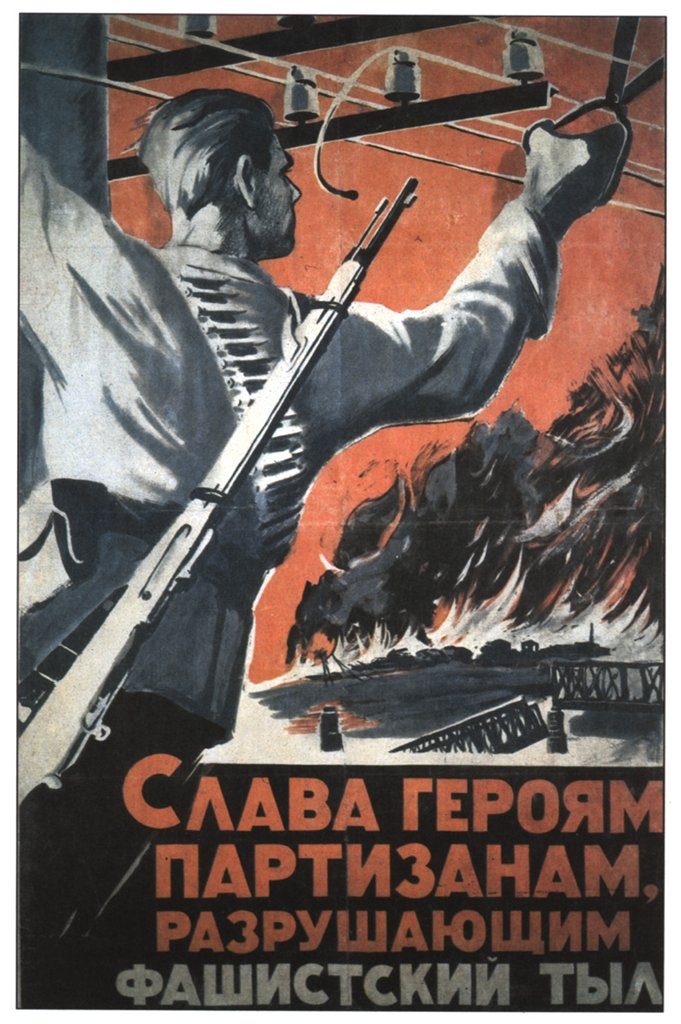
Le partisan soviétique est armé d'un fusil russe Mosin-Nagant version longue et d'une cartouchière en sautoir (qui n'ont pas dû faciliter son ascension le long du poteau), et ses cisailles sont pour le moins peu adaptées à son travail. Noter au fond le pont détruit et le village en flammes

Starinov organise la résistance à la progression des troupes allemandes (minage des routes et ponts, obstacles et pièges anti-chars, coups de main de partisans). À Kharkov il fait sauter le quartier-général de la 58e Division (général Georg von Braun) : il avait placé dans la cave à charbon d'une des plus belles maisons de la localité une charge facile à découvrir, et c'est une autre charge, bien mieux dissimulée, qui explosa lorsque les Allemands furent installés.
Vers la fin de la guerre, il est envoyé en Ukraine, en Pologne et en Yougoslavie pour organiser les groupes de résistance locaux qui se lèvent, luttent contre l'armée allemande en déroute, et assurent ensuite la mainmise communiste sur les zones libérées.

### Après-guerre
Starinov reçoit des nominations à des postes honorifiques et de nombreuses décorations.

## Modèle de Hemingway
Des traits de la personnalité et du savoir-faire de Starinov se retrouvent en Robert Jordan, le héros de Pour qui sonne le glas ; c'est au cours de plusieurs conversations avec le chef-dynamiteur soviétique que Hemingway a appris les détails techniques qui parsèment son roman et le rendent vraisemblable: les lourds paquets de dynamite transportés dans des sacs, à dos d'homme, derrière les lignes ennemies - la boite du détonateur, au bois abîmé par les précédentes missions - les cales destinées à plaquer la charge contre les traverses du pont – les explosifs sous forme de paquets, ou de barres, ou de « purée dans un sac » - le suicide (ou la liquidation charitable) des dynamiteurs blessés et non transportables, dont aucun indice ne doit révéler la nationalité.

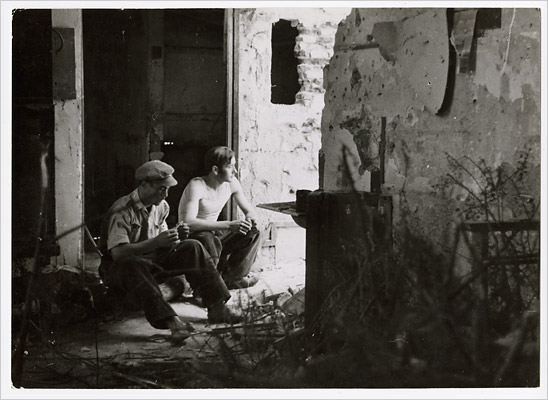
Dynamiteurs dans le quartier de Carabanchel (Madrid), photographiés par Gerda Taro en juin 37. Carabanchel, où passait la ligne de front, était un secteur très disputé. Noter le biotype de l'homme blond à la peau blanche : il s'agit certainement d'un Européen du Nord. G. Taro a été écrasée par un char russe le 26 juillet 1937

Une péripétie de l'action entraine l'utilisation d'un procédé pyrotechnique bien particulier, que seul un spécialiste habitué à l'improvisation sur le terrain a pu décrire à Hemingway : en effet Pablo, le chef de la bande de partisans républicains, hostile au dynamiteur étranger (qui vient perturber la quiétude de la bande vivant sur le pays dans la sierra de Guadarrama), jette les amorces et le détonateur dans un torrent. Et pour mettre à feu les charges qu'il place sous le tablier du pont, Robert Jordan est alors obligé d'utiliser une grappe de grenades qu'il fait exploser en tirant sur un fil de fer relié aux goupilles : 

« il planta ses talons dans le sol et se jeta en arrière, contre la tension du fil dont il avait entouré l'extrémité à son poignet et il entendait le bruit du camion qui arrivait derrière lui et devant lui il y avait la route avec la sentinelle morte et le pont qui s'étirait et le bout de route après, encore vide et il y eut une détonation comme un rugissement et le milieu du pont se leva en l'air comme une vague qui se brise et il sentit le souffle de l'explosion se jeter sur lui et il plongea sur le ventre dans le caniveau semé de galets avec ses mains plaquées sur sa tête. Il avait la figure contre les galets alors que le pont retombait sur place et que l'odeur jaune familière lui roulait dessus en une âcre fumée et ensuite il commença à pleuvoir des morceaux d'acier. Quand les morceaux d'acier s'arrêtèrent de tomber il était encore vivant et il leva la tête et regarda le pont. Le milieu du pont était parti. Il y avait des morceaux d'acier déchirés sur le pont, fraichement cassés et tordus, avec leurs bords brillants, et les mêmes aussi partout sur la route. »

Hemingway a décrit aussi Kashkin, le dynamiteur soviétique qui faisait équipe avec Jordan (avant le début de la mission préparant l'offensive de Ségovie) et que l'Américain a dû achever lors d'une mission précédente car, blessé, il ne pouvait faire retraite : Kashkin, qui était « mal vu » des autres soviétiques et qui « semblait avoir quelque chose à se faire pardonner » était hanté par le spectre de sa mort prochaine. La description de ce héros négatif (qui a certainement dû exister dans les rangs des dinamiteros formés par les Soviétiques) a pu être attribuée à Starinov, et allonger la liste « activités anti-soviétiques » de son dossier.

## Décorations et honneurs
- 2 x Ordre de Lénine
- Ordre de la révolution d'Octobre
- 5 x Ordre du Drapeau rouge
- Ordre de la Guerre patriotique
- Ordre de l'Amitié des peuples
- Ordre du Courage
- Medal of Zhukov (en)
- Medal "Partisan of the Patriotic War" (en)
- Medal "For Distinction in Guarding the State Border of the USSR" (en)
- Médaille pour la Défense de Stalingrad
- Médaille pour la Défense de Moscou
- Médaille pour la défense du Caucase
- Médaille pour la victoire sur l'Allemagne dans la Grande Guerre patriotique de 1941-1945
- Jubilee Medal "Twenty Years of Victory in the Great Patriotic War 1941-1945" (en)
- Jubilee Medal "Thirty Years of Victory in the Great Patriotic War 1941-1945" (en)
- Jubilee Medal "Forty Years of Victory in the Great Patriotic War 1941-1945" (en)
- Medal "For Valiant Labour in the Great Patriotic War 1941-1945" (en)
- Medal "Veteran of the Armed Forces of the USSR" (en)
- Médaille du 20e anniversaire de l'Armée rouge des ouvriers et paysans
- Jubilee Medal "30 Years of the Soviet Army and Navy" (en)
- Jubilee Medal "40 Years of the Armed Forces of the USSR" (en)
- Jubilee Medal "50 Years of the Armed Forces of the USSR" (en)
- Jubilee Medal "60 Years of the Armed Forces of the USSR" (en)
- Jubilee Medal "70 Years of the Armed Forces of the USSR" (en)
- Medal "In Commemoration of the 800th Anniversary of Moscow" (en)
- Medal "In Commemoration of the 1500th Anniversary of Kiev" (en)
- Jubilee Medal "50 Years of Victory in the Great Patriotic War 1941-1945" (en)

- Starinov figure sur la liste des « Notable individuals » de l'article de WP en « Resistance during World War II » (extrait de la liste ci-dessous) :
- Sophie Scholl
- Roman Choukhevytch
- Henk Sneevliet
- Arturs Sproģis
- Ilya Starinov
- Claus von Stauffenberg
- Imants Sudmalis
- Gunnar Sønsteby
- Luis Taruc
- Josip Broz « Tito »
- Palmiro Togliatti
- Gaston Vandermeersche